# Martti Korpilahti
Martti Ilmari Johannes Korpilahti, fram till 1906 Forsgren, född 25 april 1886 i Korpilax, död där 25 september 1938, var en finländsk hembygdsskald, tonsättare och körledare.
Korpilahti tog studenten 1909 och arbetade sedan som lärare i Orimattila och Korpilax 1909–1912, som sånglärare 1917–1939 och som ledande lärare i Cygnaeus skola 1925–1938.